# La Millière
La Millière est un quartier du 11e arrondissement de Marseille, et fait office de quartier limitrophe avec le village de La Penne-sur-Huveaune.

## Données
- Sa population s'élève à 3 076 personnes.

## Accès

### Routier
Le quartier est traversé par la D8n

### Transport en commun
Le quartier est desservi par les lignes de bus      de la RTM, par la ligne  6  du réseau des Lignes de l’Agglo et par la ligne  240 du réseau lecar.

## L'usineNestlé
L'usine Nestlé de La Millière a longtemps été la plus grande d'Europe.